# Karim Konaté
Karim Konaté (* 21. března 2004) je fotbalista z Pobřeží slonoviny, který hraje jako útočník za rakouský klub Red Bull Salzburg a reprezentaci Pobřeží slonoviny.
S reprezentací vyhrál Africký pohár národů 2023.

## Klubová kariéra
Konaté je odchovancem ASEC Mimosas. V roce 2020 debutoval za A-tým. Ve své premiérové sezóně vstřelil 7 gólů v 18 zápasech.  Od sezóny 2022/23 má smlouvu s Red Bullem Salzburg, ze kterého byl na hostování v Lieferingu.
V roce 2024 byl nominován na Kopa Trophy.